# Tonsilla
Tonsilla is een geslacht van spinnen uit de  familie van de Amaurobiidae (nachtkaardespinnen).

## Soorten
- Tonsilla defossa Xu & Li, 2006
- Tonsilla eburniformis Wang & Yin, 1992
- Tonsilla imitata Wang & Yin, 1992
- Tonsilla lyrata (Wang et al., 1990)
- Tonsilla makros Wang, 2003
- Tonsilla tautispina (Wang et al., 1990)
- Tonsilla truculenta Wang & Yin, 1992
- Tonsilla variegata (Wang et al., 1990)